# Куликівське (село)
Куликі́вське — село в Україні, у Бердянському районі Запорізької області. Населення становить 62 осіб.

## Географія
Село Куликівське знаходиться на березі Азовського моря, за 5 км від села Урзуф (Донецька область).

## Населення

### Мова
Розподіл населення за рідною мовою за даними перепису 2001 року:
| Мова       | Кількість | Відсоток |
| ---------- | --------- | -------- |
| українська | 57        | 91.94%   |
| російська  | 5         | 8.06%    |
| Усього     | 62        | 100%     |